# Coleophora ucrainae
Coleophora ucrainae — вид лускокрилих комах родини чохликових молей (Coleophoridae).

## Поширення
Ендемік України. Описаний у 1991 році зі зразка, що спійманий у 1968 році в околицях Бердянська.

## Спосіб життя
Личинки живляться генеративними органами камфорника однорічного (Camphorosma annua).